# Darko Perović
Darko Perović (Aranđelovac, 14 giugno 1965) è un fumettista e illustratore serbo.
Fra i suoi lavori principali si possono citare Brek, Magico Vento (sceneggiatore: Gianfranco Manfredi), Shangai Devil (sceneggiatore: Manfredi), Les Carnets secrets du Vatican (sceneggiatore: Hervé Loiselet alias Novy), Alamo (sceneggiatore: Olivier Dobremel alias Dobbs) e Adam Wild.